# Bundes-Kinder- und Jugendhilfegesetz
Bundes-Kinder- und Jugendhilfegesetz (B-KJHG) – offizieller Lang-Titel: Bundesgesetz über die Grundsätze für Hilfen für Familien und Erziehungshilfen für Kinder und Jugendliche ist ein 2013 vom Nationalrat erlassenes Bundesgesetz zur  Förderung der Entwicklung von Kindern und Jugendlichen.

## Das Bundes-Kinder- und Jugendhilfegesetz 2013
Von 1989 an war in Österreich das 2007 geänderte Jugendwohlfahrtsgesetz (JWG) maßgeblich. Beide, sowohl das alte JWG, wie auch das B-KJHG 2013, wurden in mehrfacher Ausführung auch von den österreichischen Bundesländern als Landesgesetze erlassen. Sie hießen z. B. Steiermärkisches Landesjugendwohlfahrtsgesetz (StJWG) bzw. heißen seit 2013 beispielsweise Wiener Kinder- und Jugendhilfegesetz (WKJHG). Zu dieser Zeit hatte noch der Artikel 12 der Bundesverfassung Gültigkeit, der eine Grundsatzkompetenz des Bundes und darauf aufbauend eine Ausführungsgesetzgebung der Bundesländer vorsah.

## Kompetenzverschiebung zu den Bundesländern
Im Zuge der österreichischen Bundesstaatsreform wurde eine Aufhebung des Art. 12 Abs. 1 B-VG (Bundes-Verfassungsgesetz) im Nationalrat beschlossen. Durch diese Änderung der Bundesverfassung wurde die Kompetenz des Bundes für die Grundsatzgesetzgebung im Bereich der Kinder- und Jugendhilfe beseitigt. Ab 2020 kommen daher sowohl die Gesetzgebungskompetenz als auch die Vollziehung allein den Bundesländern zu. Aus diesem Grund wurde auch das Bundesgesetz teilweise aufgehoben bzw. novelliert. In den Medien wurden über die so genannte „Verländerung“ dieser Kompetenzen berichtet.

## Vereinbarung gemäß Art. 15a B-VG über die Kinder- und Jugendhilfe
Mit einer zwischen dem Bund und allen Ländern abgeschlossenen Art. 15a-Vereinbarung verpflichten sich die Länder, die bisher im 1. Teil des Bundes-Kinder- und Jugendhilfegesetzes 2013 festgelegten Instrumente, Leistungen und Mindeststandards auch weiterhin im Rahmen ihrer Gesetzgebung und Vollziehung umzusetzen. Der Bund verpflichtet sich im Gegenzug, die bislang unmittelbar anzuwendenden bundesgesetzlichen Bestimmungen aus dem B-KJHG 2013 bundesgesetzlich zu regeln sowie zu einigen weiteren Agenden.
Diese Vereinbarung bestimmt daher im Artikel 1 die Zielsetzung, dass trotz Länderkompetenz die Kinder- und Jugendhilfe in Österreich einheitlich gestaltet werden soll. Der Artikel 2 normiert die bisherigen §§ 1 bis 7 sowie die §§ 9 bis 36 B-KJHG 2013 als Bestandteil der Vereinbarung. Der Artikel 3 geht auf die (verbliebenen) Aufgaben des Bundes ein, insbesondere §§ 37 bis 44 des B-KJHG 2013. Artikel 4 widmet sich der Weiterentwicklung der Standards in der Kinder- und Jugendhilfe. Artikel 5, 6 und 7 betreffen Inkrafttreten, Geltungsdauer und Hinterlegung der Vereinbarung.